# Cipayung
Cipayung è un sottodistretto (in indonesiano: kecamatan) di Giacarta Orientale, che a sua volta è una suddivisione di Giacarta, la capitale dell'Indonesia.

## Suddivisioni
Il sottodistretto è suddiviso in otto villaggi amministrativi (in indonesiano: kelurahan):
- Lubang Buaya
- Ceger
- Cipayung
- Munjul
- Pondok Ranggon
- Cilangkap
- Setu
- Bambu Apus